# Rotmooskogel
Rotmooskogel (italienska: Cima di Plan) är en bergstopp i Österrike på gränsen till Italien. Den ligger i förbundslandet Tyrolen, i den västra delen av landet. Toppen på Rotmooskogel är 3 335 meter över havet, eller 61 meter över den omgivande terrängen.
Den högsta punkten i närheten är Mittlerer Seelenkogl, 3 426 meter över havet, 1,1 km väster om Rotmooskogel.
Trakten runt Rotmooskogel består i huvudsak av kala bergstoppar och isformationer.